# Inre Kilsviken
Inre Kilsviken este o arie protejată (arie specială de conservare — SAC, sit de importanță comunitară — SCI, arie de protecție specială avifaunistică — SPA) din Suedia întinsă pe o suprafață de 128,6 ha, integral pe uscat.

## Localizare
Centrul sitului Inre Kilsviken este situat la coordonatele 59°06′54″N 14°05′05″E / 59.1149°N 14.0847°E.

## Înființare
Situl Inre Kilsviken a fost declarat sit de importanță comunitară în decembrie 1998 pentru a proteja 19 specii de animale. Alte tipuri de protecție:
- arie de protecție specială avifaunistică (în decembrie 1998)[2]
- arie specială de conservare (în martie 2011)[1][3][4]

## Biodiversitate
Situată în ecoregiunea boreală, aria protejată conține 3 habitate naturale: Lacuri eutrofice naturale cu vegetație de tip Magnopotamion sau Hydrocharition, Pajiști cu Molinia pe soluri calcaroase, turboase sau argilos-nămoloase (Molinion caeruleae), Pajiști fino-scandinave uscate până la mezice, bogate în specii de altitudine mică.
La baza desemnării sitului se află mai multe specii protejate:
- păsări (17): rață sulițar (Anas acuta), rață lingurar (Anas clypeata), rață pitică (Anas crecca), rață fluierătoare (Anas penelope), gâscă cenușie (Anser anser), rață-cu-cap-castaniu (Aythya ferina), buhai de baltă (Botaurus stellaris), erete de stuf (Circus aeruginosus), lebădă de iarnă (Cygnus cygnus), cocor (Grus grus), sfrâncioc roșiatic (Lanius collurio), vultur pescar (Pandion haliaetus), viespar (Pernis apivorus), bătăuș (Philomachus pugnax), cresteț pestriț (Porzana porzana), chiră de baltă (Sterna hirundo), fluierar de mlaștină (Tringa glareola)
- nevertebrate (1): libelule (Leucorrhinia pectoralis)
- pești (1): avat (Aspius aspius)